# Anosivelo
Anosivelo is een plaats en commune in Madagaskar, behorend tot het district Farafangana. Tijdens de laatste volkstelling (2001) telde de plaats 16.850 inwoners. 
In deze plaats bevinden zich zowel lager als middelbaar onderwijs. 95% van de inwoners werkt in de landbouw, de belangrijkste landbouwproducten zijn rijst en koffie; andere belangrijke producten zijn cassave en lychee. In de dienstensector werkt 5% van de inwoners. 